# Metrodora gibbinotus
Metrodora gibbinotus är en insektsart som först beskrevs av Bruner, L. 1910.  Metrodora gibbinotus ingår i släktet Metrodora och familjen torngräshoppor. Inga underarter finns listade i Catalogue of Life.